# Plan B (Musiker)
Plan B (* 22. Oktober 1983 in London, England; bürgerlich Benjamin Paul Drew) ist ein britischer Hip-Hop-, Soulmusiker und Schauspieler. International bekannt wurde er 2010 mit dem Song She Said.

## Leben
Drew wuchs im Londoner Stadtteil Forest Gate auf. Sein Vater Paul Ballance spielte in einer lokalen Punk-Rock-Band, die Mutter arbeitete für eine Gemeindebehörde. Als Ben sechs Jahre alt war, verließ der Vater die Familie. Der junge Ben Drew fühlte sich oft als sozialer Außenseiter, da seine Familie weder der Mittel- noch der Arbeiterklasse angehörte.
Mit 14 Jahren begann Drew, sich selber Gitarre spielen beizubringen. Kurz darauf schrieb er seine ersten eigenen R&B-Songs, wandte sich aber mit 18 Jahren dem Hip-Hop und Rap zu. Seine erste Single, die vom Tod des zehnjährigen Damilola Taylor inspirierte Kidz / Dead and Buried, brachte ihm die nötige Aufmerksamkeit, um einen Plattenvertrag abschließen zu können.
Drews erstes Mixtape, It’s Time 4 Plan B, wurde im Mai 2006 im Hip Hop Connection-Magazin veröffentlicht. Darauf folgte ein erster Fernsehauftritt Plan Bs in der Show Later…, bei dem er eine Akustik-Version des Songs „Mama (Loves a Crackhead)“ spielte. Noch im selben Jahr brachte Plan B sein Debütalbum Who Needs Actions When You Got Words heraus, das sofort auf Platz 30 der britischen Albums-Charts einstieg. Das Album erhielt durchwegs positive Kritiken, unter anderem gab The Guardian ihm alle fünf möglichen Sterne. Mit End Credits, einer Kollaboration mit Chase & Status platzierte er seinen ersten Top-10-Hit in Großbritannien.
Vier Jahre später erreichte er mit seinem Album The Defamation of Strickland Banks die Nummer 1 in Großbritannien. Mitte 2010 gelang Drew der internationale Durchbruch mit der Singleveröffentlichung She Said, die auch in den deutschsprachigen Ländern ein Erfolg wurde.
Bei den BRIT Awards 2011 erhielt Plan B die Auszeichnung als British male solo artist.
Plan B kündigte gegen Ende 2017 sein neueste Album Heaven Before All Hell Breaks Loose für Frühjahr 2018 an.

### Persönliches
Er hat zusammen mit seiner langjährigen Freundin eine Tochter (* 2013).

## Filmografie
- 2005: Walking After Acconci: Redirected Approaches
- 2008: Streets of London – Tag der Vergeltung
- 2009: Harry Brown
- 2010: Plan B: Prayin’
- 2010: 4.3.2.1
- 2010: Relentless Boardmasters
- 2012: Ill Manors
- 2012: The Crime

## Diskografie

### Alben
- 2006: Who Needs Actions When You Got Words
- 2010: The Defamation of Strickland Banks
- 2011: The Ballad of Belmarsh
- 2012: Ill Manors
- 2018: Heaven Before All Hell Breaks Loose

### Singles
- 2005: Kidz / Dead and Buried
- 2005: Sick 2 Def / No Good
- 2006: Mama (Loves a Crackhead)
- 2006: Charmaine (UK: Silber)
- 2007: No Good
- 2010: Stay Too Long
- 2010: She Said
- 2010: Prayin’
- 2010: The Recluse
- 2010: Love Goes Down
- 2011: Hard Times (feat. Elton John & Paloma Faith)
- 2012: Ill Manors (Sample: Peter Fox – Alles neu)
- 2012: Deepest Shame
- 2012: Playing with Fire (feat. Labrinth & Etta Bond)
- 2017: In the Name of Man
- 2017: Heartbeat

### Kollaborationen
- 2007: No Hats No Trainers (mit Shameless)
- 2008: Pieces (mit Chase & Status)
- 2009: Shifty (mit Riz MC & Sway)
- 2009: End Credits (mit Chase & Status)

## Auszeichnungen für Musikverkäufe
| Platin-Schallplatte - Irland - 2010: für das Album The Defamation of Strickland Banks |

Anmerkung: Auszeichnungen in Ländern aus den Charttabellen bzw. Chartboxen sind in ebendiesen zu finden.
| Land/RegionAuszeichnungen für Musikverkäufe (Land/Region, Auszeichnungen, Verkäufe, Quellen) | Silber     | Gold     | Platin     | Verkäufe  | Quellen           |
| -------------------------------------------------------------------------------------------- | ---------- | -------- | ---------- | --------- | ----------------- |
| Deutschland (BVMI)                                                                           | —          | Gold1    | —          | 150.000   | musikindustrie.de |
| Irland (IRMA)                                                                                | —          | —        | Platin1    | 15.000    | irishcharts.ie    |
| Vereinigtes Königreich (BPI)                                                                 | 5× Silber5 | 3× Gold3 | 7× Platin7 | 4.600.000 | bpi.co.uk         |
| Insgesamt                                                                                    | 5× Silber5 | 4× Gold4 | 8× Platin8 |           |                   |